# Kommissionen von der Leyen I
 Ikke at forveksle med Kommissionen von der Leyen II.
Kommissionen von der Leyen I er den nuværende Europa-Kommission, der tiltrådte 1. december 2019 og som forventes at forblive til 2024. Den har Ursula von der Leyen som formand, og den består yderligere af en kommissær fra hvert af EU-land (bortset fra formandens stat, Tyskland).
Kommissionen var planlagt til at tiltræde 1. november 2019, men de franske, ungarske og rumænske kommissær-kandidater tabte imidlertid deres bekræftelses-afstemninger i Europa-Parlamentet i begyndelsen af oktober 2019, så nye kommissærer fra de tre medlemslande måtte vælges af den valgte formand og efterfølgende bekræftes af parlamentet. Denne proces fandt sted i november 2019, og kommissionen tiltrådte i sin helhed den 1. december 2019.

## Valg og dannelse
Von der Leyen, som er medlem af Det Europæiske Folkeparti (EPP), blev udvalgt og præsenteret som formandskandidat for Europa-Parlamentet af Det Europæiske Råd den 3. juli 2019 efter en tre dage lang forhandling mellem ledere i medlemslandene.
Den 16. juli 2019 stemte Europa-Parlamentet om Det Europæiske Råds forslag og valgte Von der Leyen med 383 stemmer (kravet for godkendelse var 374 stemmer). Før afstemningen var von der Leyen blevet støttet af tre største politiske grupper i parlamentet (EPP, S&D og RE) og under debatten erklærede det konservative polske parti Lov og Retfærdighed (PiS) med 24 MEP'er og italienske Femstjernebevægelsen (M5S) med 14 MEP'er deres støtte til von der Leyen. Baseret på resultatet af afstemningen stemte næsten 100 MEP'er i den uofficielle storkoalition EPP-S&D-RE ikke på Von der Leyen. Baseret på debatten og offentlige meddelelser fra MEP'erne kom de fleste af de MEP'er, der stemte imod von der Leyen, sandsynligvis fra S&D-gruppen, hvoraf en del også er det tyske socialdemokratiske parti, der offentligt modsatte sig Von der Leyen på grund af hendes arbejde som tysk forsvarsminister.
Efter hendes valg bad formanden for Det Europæiske Råd, Donald Tusk, von der Leyen om at give sit samtykke til at udpege Josep Borrell fra Spanien til EU's højtstående repræsentant (populært kaldet EU's udenrigschef). Samtykke blev givet den 26. juli 2019, hvorefter Det Europæiske Råd officielt udpegede Borrell til Unionens næste højtstående repræsentant for udenrigsanliggender og sikkerhedspolitik den 5. august 2019.
Kommissionen blev godkendt af Europa-Parlamentet den 27. november 2019 med 461 stemmer, 157 imod og 89 hverken for eller imod. EPP, S&D, RE og halvdelen af ECR stemte for. Grønne/EFA undlod at stemme.

### Kommissærne
| Kommissær            | Billede | Ansvarsområde | EU-parti (Nat. parti) | EU-parti (Nat. parti) | Medlemsstat | Dato for nominering                   | Ref.                            |
| -------------------- | ------- | --- | --------------------- | --------------------- | ----------- | ------------------------------------- | ------------------------------- |
| Ursula von der Leyen |         | Formand |                       | EPP (CDU)             | Tyskland    | 2. juli 2019 (af Det Europæiske Råd)  | [ 10 ] [ 11 ]                   |
| Margrethe Vestager   |         | Et Europa klar til den digitale tidsalder (ledende næstformand)                                                      |                       | ALDE (RV)             | Danmark     | 1. august 2019                        | [ 10 ] [ 12 ] [ 13 ] [ 11 ]     |
| Valdis Dombrovskis   |         | En økonomi, der tjener alle (ledende næstformand)                                                                    |                       | EPP (JV)              | Letland     | 23. juli 2019                         | [ 10 ] [ 14 ] [ 11 ]            |
| Josep Borrell        |         | Et stærkere Europa i verden (næstformand) EU's højtstående repræsentant for udenrigsanliggender og sikkerhedspolitik |                       | PES (PSOE)            | Spanien     |                                       | [ 10 ] [ 4 ] [ 5 ] [ 6 ] [ 11 ] |
| Maroš Šefčovič       |         | Interinstitutionelle forbindelser og fremsyn (næstformand)                                                           |                       | PES (Smer-SD)         | Slovakiet   | 19. juli 2019                         | [ 10 ] [ 15 ] [ 11 ]            |
| Věra Jourová         |         | Værdier og gennemsigtighed (næstformand)                                                                             |                       | ALDE (ANO)            | Tjekkiet    |                                       | [ 16 ] [ 11 ]                   |
| Dubravka Šuica       |         | Demokrati og demografi (næstformand)                                                                                 |                       | EPP (HDZ)             | Kroatien    |                                       | [ 17 ] [ 11 ]                   |
| Margaritis Schinas   |         | Fremme af vores europæiske levevis (næstformand)                                                                     |                       | EPP (ND)              | Grækenland  | 23. juli 2019                         | [ 18 ] [ 19 ] [ 11 ]            |
| Johannes Hahn        |         | Budget og administration                                                                                             |                       | EPP (ÖVP)             | Østrig      | 22. juli 2019                         | [ 20 ] [ 21 ] [ 11 ]            |
| Nicolas Schmit       |         | Beskæftigelse og sociale rettigheder                                                                                 |                       | PES (LSAP)            | Luxembourg  |                                       | [ 10 ] [ 11 ]                   |
| Paolo Gentiloni      |         | Økonomi |                       | PES (PD)              | Italien     | 5. september 2019                     | [ 22 ] [ 11 ]                   |
| Janusz Wojciechowski |         | Landbrug |                       | ECR (PiS)             | Polen       |                                       | [ 23 ] [ 11 ]                   |
| Elisa Ferreira       |         | Samhørighed og reformer                                                                                              |                       | PES (PS)              | Portugal    |                                       | [ 24 ] [ 25 ] [ 11 ]            |
| Olivér Várhelyi      |         | Naboskabspolitik og udvidelse                                                                                        |                       | EPP (Intet)           | Ungarn      |                                       | [ 10 ] [ 11 ]                   |
| Stella Kyriakides    |         | Sundhed og Fødevaresikkerhed                                                                                         |                       | EPP (DISY)            | Cypern      | 23. juli 2019                         | [ 10 ] [ 26 ] [ 11 ]            |
| Didier Reynders      |         | Retlige anliggender                                                                                                  |                       | ALDE (MR)             | Belgien     |                                       | [ 27 ] [ 11 ]                   |
| Helena Dalli         |         | Ligestilling |                       | PES (PL)              | Malta       |                                       | [ 28 ] [ 11 ]                   |
| Ylva Johansson       |         | Indre anliggender |                       | PES (S)               | Sverige     |                                       | [ 29 ] [ 11 ]                   |
| Janez Lenarčič       |         | Krisestyring |                       | ALDE (Intet)          | Slovenien   | 26. juli 2019                         | [ 30 ] [ 31 ] [ 11 ]            |
| Jutta Urpilainen     |         | Internationale partnerskaber                                                                                         |                       | PES (SDP)             | Finland     | 22. juli 2019                         | [ 32 ] [ 33 ] [ 11 ]            |
| Kadri Simson         |         | Energi |                       | ALDE (KESK)           | Estland     | 22. juli 2019                         | [ 34 ] [ 35 ] [ 11 ]            |
| Mairead McGuinness   |         | Finansielle tjenesteydelser, finansiel stabilitet, og kapitalmarkedsunionen                                          |                       | EPP (FG)              | Irland      | 8. september 2020                     | [ 36 ]                          |
| Iliana Ivanova       |         | Innovation, forskning, kultur, uddannelse og ungdom                                                                  |                       | EPP (GERB)            | Bulgarien   | 19. september 2023 (tiltrædelsesdato) | [ 37 ]                          |
| Wopke Hoekstra       |         | Klimaindsats |                       | EPP (CDA)             | Holland     | 9. oktober 2023 (tiltrædelsesdato)    | [ 38 ]                          |

### Ændringer
| Kommissær              | Billede | Ansvarsområde                                     | EU-parti (Nat. parti) | EU-parti (Nat. parti) | Medlemsstat | Dato for nominering | Ref.                 | Fratrædelse |
| ---------------------- | ------- | ------------------------------------------------- | --------------------- | --------------------- | ----------- | ------------------- | -------------------- | --- |
| Phil Hogan             |         | Handel                                            |                       | EPP (FG)              | Irland      | 31. juli 2019       | [ 10 ] [ 39 ]        | Hogan trak sig som kommissær 26. august 2020 efter en sag om overtrædelse af Irlands Corona-restriktioner. Mairead McGuinness blev godkendt af Europa-Parlamentet som Irlands nye kommissær 7. oktober 2020.                             |
| Marija Gabriel         |         | Innovation, forskning, kultur, uddannelse og unge |                       | EPP (GERB)            | Bulgarien   | 23. juli 2019       | [ 10 ] [ 42 ] [ 11 ] | Gabriel fratrådte 15. maj 2023 for at indgå i koalitionsregering i Bulgarien. Hun blev efterfulgt 19. september 2023 af Iliana Ivanova.                                                                                                  |
| Frans Timmermans       |         | En europæisk grøn pagt (ledende næstformand)      |                       | PES (PvdA)            | Holland     |                     | [ 10 ] [ 11 ]        | Timmermans trak sig som kommissær 22. august 2023 for at føre valgkamp i Holland hvor han er premierministerkandidat. Han blev afløst af Wopke Hoekstra 9. oktober 2023.                                                                 |
| Adina Vălean           |         | Transport                                         |                       | EPP (PNL)             | Rumænien    |                     | [ 45 ] [ 11 ]        | Vălean blev valgt til Europa-Parlamentet ved Europa-Parlamentsvalget 2024 og tratrådte som kommissær 15. juli 2024 for at indtræde i parlamentet. Hendes opgaver i Europa-Kommissionen blev midlertidigt overtaget af Wopke Hoekstra.    |
| Virginijus Sinkevičius |         | Miljø, hav og fiskeri                             |                       | Intet (LVŽS)          | Litauen     |                     | [ 47 ] [ 11 ]        | Sinkevičius blev valgt til Europa-Parlamentet ved Europa-Parlamentsvalget 2024 og tratrådte som kommissær 16. juli 2024 for at indtræde i parlamentet. Hans opgaver i Europa-Kommissionen blev midlertidigt overtaget af Maroš Šefčovič. |
| Thierry Breton         |         | Det indre marked                                  |                       | Intet                 | Frankrig    | 24. oktober 2019    | [ 48 ] [ 11 ]        | Breton fratrådte som kommissær 16. september 2024 grundet utilfredshed med kommissionsformand Ursula von der Leyen.Hans arbejdsopgaver i Europa-Kommissionen blev midlertidigt overtaget af Margrethe Vestager.                          |